# Originalexemplare der Frankfurter Reichsverfassung
Die Frankfurter Reichsverfassung vom 28. März 1849 wurde in drei Originalexemplaren ausgefertigt. Diese drei Exemplare des ersten Drucks wurden von Abgeordneten der Frankfurter Nationalversammlung unterzeichnet: das „Berliner“, das „Kasseler“ und ein drittes, das als verschollen gilt.
Im Reichsgesetzblatt (16. Stück) erschien die Reichsverfassung mit einer Liste von 400 Abgeordneten, die die Verfassung unterschrieben haben. Ein Abgleich mit dem Berliner Exemplar ergab, dass das Berliner Exemplar fünf zusätzliche Abgeordnete aufführt. (Die Gesamtzahl aller je gewählten Abgeordneten war weit höher.)

## Berliner Exemplar
Das Berliner Exemplar gilt als Originalurkunde. Fast alle Abgeordneten haben unterschrieben. Möglicherweise wurde es von der Kaiserdeputation mitgeführt, um es dem preußischen König zu überreichen. Gedruckt wurde es auf Pergamentbögen von 36 Zentimetern Höhe und 25,5 Zentimetern Breite. Die Vorderseite des Titelblattes zeigt einen Reichsadler sowie die Inschrift „Reichstag Bibliothek“. Drucker war C. Krebs-Schmitt in Frankfurt am Main. Viele Unterschriften sind kaum noch lesbar. Der kostbare Einband lässt vermuten, dass ein Restaurator im 20. Jahrhundert tätig war.

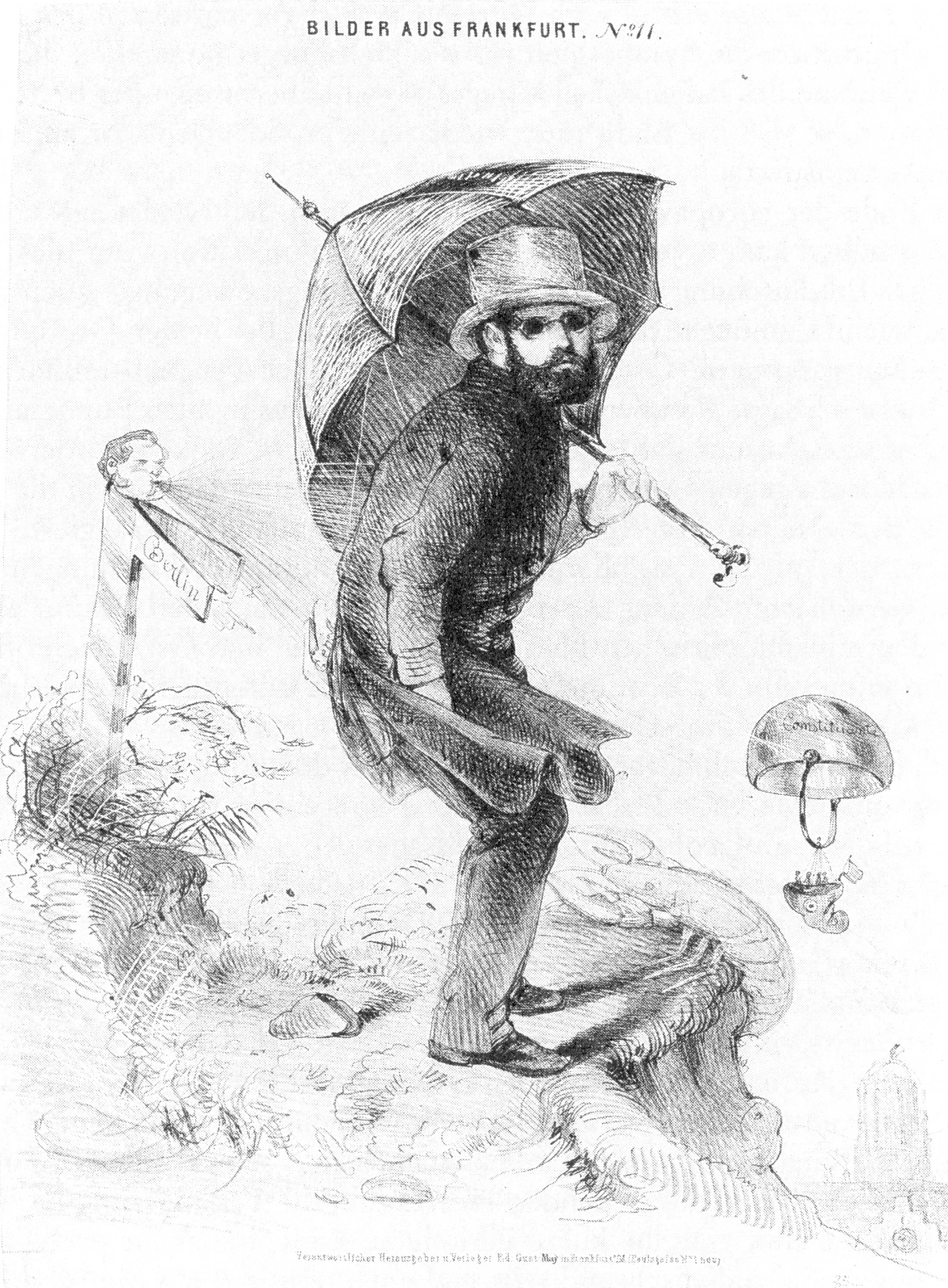
Friedrich Siegmund Jucho, Karikatur um die Jahreswende 1849/1850

Ebenso wie weitere Aktenstücke blieb das Exemplar zunächst im Besitz von Friedrich Siegmund Jucho, dem Nachlassverwalter der Nationalversammlung. Er versuchte vergeblich, das Exemplar im Stadtarchiv oder der Stadtbibliothek Frankfurts unterzubringen. Während er 1852 die Akten dem Frankfurter Polizeiamt bzw. dem Bundestag ausliefern musste, behielt er die Verfassungsurkunde.
Jucho wurde mit Geldstrafen unter Druck gesetzt, derweil er das Exemplar längst zu einem Freund im britischen Manchester hatte bringen lassen. Jucho erhielt es im Jahr 1866 wieder und überreichte es im März 1870 dem Präsidenten des Norddeutschen Reichstags, Eduard Simson. Der Reichstag sei zwar nicht der Rechtsnachfolger der Nationalversammlung, aber dennoch der gesetzliche Vertreter des größten Teils des deutschen Volkes.
Danach verblieb es im Büro des Reichstagspräsidenten in Berlin und seit 1924 in der Reichstagsbibliothek. Es wurde 1930 bei einem Einbruch gestohlen, aber bald wieder beschafft. Erst nach dem Reichstagsbrand 1933 gelang es dem Reichsarchiv im März 1933, das Exemplar zu erhalten.
Während des Zweiten Weltkrieges wurde im Januar 1944 die Gesetzessammlung des Reichsarchivs in die Kalischächte von Staßfurt ausgelagert. Danach verliert sich die Spur. Durch Zufall entdeckte ein gewisser Klaus Trieglaff im Jahr 1951 die Urkunde in einem Schutthaufen im Neuen Garten von Potsdam. Der Siebzehnjährige suchte Rat bei einem ehemaligen Geschichtslehrer. Dieser verwies ihn an das Museum für Deutsche Geschichte in Berlin.
Heute ist die Urkunde im Deutschen Historischen Museum in Berlin archiviert.
Anlässlich des 175-jährigen Jubiläums der Frankfurter Nationalversammlung wurde die Urkunde von März bis September 2023 in der Lobby des Berliner Reichstages öffentlich gezeigt.

## Kasseler Exemplar
Das Kasseler Exemplar befindet sich in der Landesbibliothek Kassel (2° Ms. hist. 62 in der Handschriftenabteilung). Die 26 Blätter befinden sich in einem Einband, den vorn der Doppeladler schmückt. Die Blätter sind mit Goldschnitt versehen. Es handelt sich also um das luxuriösere Exemplar.
Es ist unbekannt, warum der Kasseler Bibliothekar Karl Bernhardi es erhalten hat. Er war Abgeordneter und hat in der Hektik des Tages 207 Unterschriften gesammelt. Ein Abgeordneter (Johannes Zeltner) hat versehentlich zweimal unterschrieben. Danach kamen noch zwei Unterschriften hinzu. Sieben der Unterschriften fehlen im Berliner Exemplar. Am 4. Juni 1849 hat Bernhardi das Kasseler Exemplar der kurfürstlichen Landesbibliothek geschenkt.

## Belege
1. ↑  Deutscher Bundestag, Wissenschaftlicher Dienst: Deutsche Geschichte(n) in einem Dokument – Die Paulskirchenverfassung vom 28. März 1849. In: www.deutscher-bundestag.de. Deutscher Bundestag, Februar 2023, abgerufen am 8. September 2024.
2. ↑  Christian Jansen: Einheit, Macht und Freiheit. Die Paulskirchenlinke und die deutsche Politik in der nachrevolutionären Epoche 1849–1867. Droste, Düsseldorf 2000, S. 69.
3. ↑  Ausstellung „Odyssee einer Urkunde. Die Paulskirchenverfassung vom 28. März 1849“. In: bundestag.de. Abgerufen am 8. September 2024.